# Riedholz
Riedholz is een gemeente en plaats in het Zwitserse kanton Solothurn en maakt deel uit van het district Lebern. Niederwil fusioneerde op 1 januari 2011 met Riedholz.
Riedholz telt 2154 inwoners.

## Geboren in Riedholz
- Walther von Wartburg (1888-1971), filoloog en lexicograaf